# Jungshoved By
Jungshoved By er en lille bebyggelse på Sydsjælland, beliggende i Jungshoved Sogn. Bebyggelsen hører til Vordingborg Kommune og hører under Region Sjælland.
Bebyggelsen ligger på halvøen Jungshoved. Tre kilometer mod sydvest finder man Jungshoved Kirke.
55°6′3″N 12°8′17″Ø / 55.10083°N 12.13806°Ø